# 제18기갑사단 (독일 국방군)
독일 18 기갑사단(독일어: 18. Panzer-Division)은 제2차 세계 대전 중에 창설된 독일의 기갑사단으로 동부전선에서 주로 전투를 치렀으며, 1943년 7월, 쿠르스크 전투 이후 해산되어 남은 인원은 18 포병사단을 구성했다.

## 편성
18 기갑사단은 켐니츠(Chemnitz)에서 1940년 10월 26일 창설되었다. 창설 초기에는 4 보병사단 일부, 14 보병사단 일부 및 4개 대대의 잠수전차 대대로 편성되었다. 잠수전차는 본래 독일의 영국 침공작전이었던 바다사자 작전에 투입될 예정이었으나, 바다사자 작전이 취소되면서 새로운 기갑사단 창설에 이용되었다. 4개 대대 중 2개 대대씩 18 전차연대와 28 전차연대를 편성했다. 1941년 3월, 18 기갑사단 재편 과정에서 28 전차연대는 해체되었으며 28 전차연대 소속 1개 대대는 18 전차연대의 3 대대가 되었고, 나머지 1개 대대는 3 기갑사단으로 이동했다.

## 러시아 침공
18 기갑사단이 처음 실전에 투입된 것은 나치 독일의 소비에트 연방 침공 작전인 바르바로사 작전에서였다. 18 기갑사단은 잠수전차를 이용하여 부크강(Bug River)을 잠수도하했고, 이 작전은 잠수전차가 처음으로 실전에 투입되었다는 기록을 남기게 되었다. 18 기갑사단은 67 기갑군단 소속으로 스몰렌스크, 브랸스크, 툴라 등에서 전투에 참전했으나, 다른 독일군 부대들처럼 동계 준비가 미흡했던 바람에 1942년 1월, 큰 손실을 입고 오룔(Oryol)로 철수했다.

## 1942년 봄 공세
18 기갑사단은 1942년 봄 스탈린그라드 진격에 참가했으나 전선 중앙부로 이동 배치되었다. 사단은 1942년 ~ 1943년에 걸쳐 오룔 방어전에 투입되었으며 1943년 봄에는 대빨치산전에 투입되었다. 1943년 7월, 사단은 쿠르스크 전투에 참가했으나 큰 피해를 당했다. 쿠르스크 전투 후 사단은 해체되었고, 잔여 인력은 18 포병사단 편성에 차출되었다.

## 참고 문헌
- Rosado, J. and Bishop, C. German Wehrmacht Panzer Divisions, 1939-45. Amber Books Ltd., 2005 (영어판)